# André Gob
André Gob, né le 16 mai 1951 à Liège, est un muséologue et un préhistorien belge, professeur de muséologie à l'université de Liège, en Belgique. Son principal domaine de recherche concerne l'étude des musées. Il réalise ses études et une partie de sa carrière à l’université de Liège. Il est le fondateur du séminaire de muséologie de l’université de Liège, est membre de l’ICOM et fait partie du Conseil des Musées de la Fédération Wallonie-Bruxelles (FWB). Il fut d'ailleurs le président de 2007 à février 2019. Il est l’une des figures majeures de la muséologie en Belgique. Il est retraité depuis le 30 septembre 2016, mais il contribue toujours aux activités liées à la muséologie. Depuis 2018, il est notamment administrateur délégué de l'Embarcadère des Savoirs. 

## Formation

### Parcours universitaire
André Gob étudie l’histoire de l’art et l’archéologie à l’université de Liège. Il se spécialise en Préhistoire. Il réalise son mémoire sur le Mésolithique, la transition entre le Paléolithique et Néolithique en Wallonie, spécifiquement sur le site de la Roche aux Faucons à Esneux. Il défend son mémoire en 1975, intitulé « Contribution à l’étude du site Mésolithique de La Roche-aux-Faucons (Plainevaux). Le gisement inférieur ». Pour sa thèse, il élargit le sujet de son mémoire à l’ensemble des sites du mésolithique de la région du Bassin de l’Ourthe. Son mémoire et sa thèse sont réalisés sous la direction d’Hélène Danthine. Il défend sa thèse et devient docteur le 8 janvier 1980.

### Ramioul
De 1982 à 1985, il travaille sur ce qui deviendra l’actuel Préhistomuseum de Ramioul, en collaboration avec André Marchal. C’est à partir de ce projet qu’il s’intéresse à la muséologie et qu’il s’engage dans cette voie. À la suite de cette expérience, il se détache de l’archéologie pour se consacrer à la muséologie.

### Informatique
Il s’intéresse aussi à l’emploi de l’informatique appliquée à l’archéologie.

## Carrière professionnelle

### Muséologie
À la suite de sa participation à la création du Préhistomuseum de Ramioul, il s’intéresse à la muséologie et principalement aux musées de sociétés et d’archéologie, et à l’aspect politique des musées (c’est-à-dire le musée dans la cité, le musée dans la ville, son rôle social),. Les musées d’art ne font cependant pas partie de ses domaines d’étude. Il s’intéresse aussi à l’histoire des musées et prépare en 2019 un nouveau livre sur l'origine du musée moderne.
Plusieurs personnes ont influencé sa direction professionnelle : André Marchal, car il est l’impulsion initiale; Serge Chaumier, avec qui il a beaucoup discuté et collaboré; et Noémie Drouguet, son élève, assistante et collègue.[réf. nécessaire]
André Gob n’a jamais travaillé comme employé au sein d’un musée, mais il a collaboré avec différents musées nationaux et internationaux : le musée du Fer au Domaine provincial du Fourneau-Saint-Michel à Saint-Hubert; le musée d’Histoire et d’Art à Luxembourg; et la Maison de la Métallurgie et de l’Industrie à Liège, pour une exposition en lien avec un musée de Trois-Rivières au Canada. De nombreuses collaborations ont eu lieu avec le Québec, province canadienne dans laquelle la muséologie est apparue et s’est développée dans le monde francophone.

### Professeur à l'université de Liège
Il succède à André Marchal en 1988 et est nommé dans le corps académique en 1996. En 2000, André Gob devient professeur de muséologie à l’université de Liège et crée le service de muséologie. Son ancienne élève, Noémie Drouguet, devient plus tard son assistante et l’aide dans le développement de ce service.

### Conseil des Musées
Le Conseil des Musées est créé par le Gouvernement de la Communauté française. Le décret date du 17 juillet 2002, mais il n'est entré en vigueur qu'en 2007. C’est une initiative qui permet d’œuvrer pour la professionnalisation des musées. La création des différents postes est une conséquence de la création du Conseil. Ce dernier est constitué de quatorze membres et André Gob en a été le président pendant douze ans, de 2007 à 2019. Grâce à cette institution, les musées bénéficient d’une aide financière pendant quatre ans. Ce Conseil va changer de forme le 1er janvier 2020 pour devenir la Commission du Patrimoine.

### ICOM et ICOFOM-ICOM
André Gob devient membre de l'ICOM en 2000. Il s'agit du Conseil international des musées. De 2005 à 2011, il est le secrétaire de l'ICOFOM-ICOM.

## Publications
Il publie de nombreux ouvrages et articles dans le domaine de la muséologie. En 2003, il publie notamment un manuel de muséologie, La muséologie. Histoire, développements, enjeux actuels  qu’il présente partout en Belgique et en France, en collaboration avec Noémie Drouguet. Ce livre s’intéresse à l’ensemble des aspects de la discipline muséale (sociologie, pédagogie, science de la communication, histoire, etc.). Il sera réédité plusieurs fois par la suite (4e édition en 2014).